# Antonella Mazza
Antonella Mazza (Lamezia Terme, 3 giugno 1974) è una bassista e contrabbassista italiana.
La sua carriera professionistica inizia in Calabria. Frequenta l'Università della Calabria dove si laurea in Antropologia culturale con una tesi in Etnomusicologia.
Dopo 2 mesi passati a New York, durante i quali lavora alla catalogazione del fondo Alan Lomax, si trasferisce a Milano. Completa gli studi di contrabbasso al Conservatorio Giuseppe Verdi sotto la guida di Ezio Pederzani e al Conservatorio di Novara col Maestro Davide Botto.
Studia alla Civica Scuola di Jazz di Milano con E.Intra e Franco Cerri.
Nel 2001 riceve il premio come Miglior musicista al festival jazz Rumori Mediterranei esibendosi in apertura al Michael Brecker quartet.
Come bassista elettrica è attiva come turnista sia live che in studio. Nel 2005 suona in tour con Ron. Nel 2006 e 2007 è in tour con Massimo Ranieri col quale registra il DVD Canto perché non so nuotare. Ha partecipato agli album Incontri con l'anima di Roberto Cacciapaglia, Tribute to the Duke, L'Illogica allegria coi La Crus e Samuele Bersani, Luca con Luca Gemma; Father ans Son con Norbert Krief, Tano, Stories.
Partecipa a trasmissioni televisive su emittenti nazionali: Bulldozer per Rai 2, Il volo, con Fabio Volo su LA7, Tutte donne tranne me su Rai 2 con Massimo Ranieri.
Partecipa come musicista, attrice e coautrice delle musiche allo spettacolo di Enrico Bertolino Voti a Perdere, in replica in tutta Italia per oltre un anno. Porta in scena nei teatri italiani accanto a Massimiliano Finazzer Floris e Galatea Ranzi lo spettacolo L'altro viaggio di Rainer Maria Rilke, del quale firma musiche ed esecuzione. 
Si trasferisce a Parigi dove continua la sua attività musicale al fianco di altri artisti ed esibendosi in vari Festival Jazz, tra cui Ferrara Jazz, Umbria Jazz Winter, Festival Norimberga, Ascona Jazz Festival, Euro Bass Day, Blue Note Milano, Barcellona Jazz Festival, Radio France, Festival St.Germain des Pres Paris. 
Nel 2010 pubblica Il musicista della strada e altre storie edito da Bradipolibri. 
Dal 2009 accompagna la cantante statunitense Ndidi 'O. Nel 2015 apre i concerti del cantante Johnny Hallyday. Nel 2016 accompagna il cantante francese Axel Bauer. 
Nel 2012 e 2013 è professore al Warwick Bass Camp assieme a Lee Sklar, Alphonso Johnson, John Patitucci e Victor Wooten. 
Come endorser per Markbass e Warwick si esibisce al NAMM show di Los Angeles nel 2014 e 2016. 
Nel 2015 è bassista nel gruppo di Manu Lanvin, figlio del celebre Gerard
Dal 2016 è bassista di David Hallyday, figlio di Johnny. 
Dal 2012 è professore di contrabbasso, basso, armonia e teoria musicale al CFPM di Parigi. Dal 2020 insegna Contrabbasso al Conservatorio di Asnieres sur Seine. Nell'agosto 2019 insegna Basso al Bass Camp di Victor Wooten a Nashville dove si esibisce col chitarrista Mike Stern.